# Abrochia mellina
Abrochia mellina là một loài bướm đêm thuộc phân họ Arctiinae, họ Erebidae.